# Elena Satine
Pour les articles homonymes, voir Satine.
Elena Satine, née Elena Marié Satine (géorgien : ელენა სატინი) le 24 novembre 1987 à Tbilissi, est une actrice et chanteuse américaine d'origine géorgienne.

## Biographie
Sa mère était chanteuse à l'opéra. À sept ans, sa famille déménage à Sotchi.
À seize ans, elle déménage à New York pour étudier l'art dramatique. Elle étudie durant deux ans l'art dramatique à Moscou puis à Londres
Elle débute sur le petit écran dans un épisode de la série policière Cold Case : Affaires classées.
Elle est révélée dans le rôle régulier de la belle et torturée Judy Silver, dans la série Magic City, thriller historique diffusé entre 2012 et 2013.
Elle rebondit l'année suivante, en apparaissant dans un double-épisode de la série d'action Marvel : Les Agents du SHIELD, où elle prête ses traits au personnage de Lorelei. Puis en jouant un rôle récurrent dans la première saison de la série dramatique Matador.
Elle décroche la rentrée suivante un rôle régulier dans la série Revenge, qui est cependant arrêtée au terme de cette quatrième saison, en 2015.
En 2017, elle décroche un rôle dans la nouvelle série créée à partir de l'univers des X-Men, The Gifted et interprète Sonya Simonson alias Dreamer durant la première saison.

## Vie privée
Elle s'est fiancée en avril 2013 à Tyson Ritter, le chanteur et bassiste du groupe The All-American Rejects, et ils se sont mariés au nouvel an 2014.

## Filmographie

### Cinéma
- 2007 : Ripple Effect : Sophia
- 2008 : Bar Starz : Starlet
- 2009 : Shoot (Don't Look Up) : Anca
- 2009 : The Harsh Life of Veronica Lambert : Penelope
- 2011 : Le Mytho (Just Go with It) : Christine
- 2014 : A Beautiful Now : Jaki
- 2014 : Outlaw : Elena
- 2015 : Sex Addiction (Zipper) : Ellie Green

### Courts métrages
- 2007 : Holier Than Thou : Ainka
- 2009 : Adventures in Online Dating : Christine
- 2011 : Kelly Brook's Cameltoe Shows
- 2013 : The Pinhole Affect : Bianca Verduge

### Séries télévisées
- 2008 : Gemini Division : Nadia (1 épisode)
- 2008 : Cold Case : Affaires classées (Cold Case) : Nadia Koslov, en 1989 (1 épisode)
- 2009 : Melrose Place : Nouvelle Génération (Melrose Place) : Abby Douglas (1 épisode)
- 2009 : Spartacus : Blood and Sand - Motion Comic : Ilithyia (voix - 1 épisode)
- 2010 : Hercule Poirot : Comtesse Andrenyi (1 épisode)
- 2010 : Smallville : Mera (1 épisode)
- 2011 : NCIS : Enquêtes spéciales (NCIS) : Adriana Gorgova (1 épisode)
- 2012 - 2013 : Magic City : Judy Silver (16 épisodes)
- 2014 : Marvel : Les Agents du SHIELD (Marvel's Agents of SHIELD) : Lorelei (2 épisodes)
- 2014 : Matador : Margot (3 épisodes)
- 2014 - 2015 : Revenge : Louise Ellis (22 épisodes)
- 2017 : Twin Peaks  : Rhonda (2 épisodes)
- 2017 : Timeless : Judith Campbell (1 épisode)
- 2017 : The Gifted : Dreamer (9 épisodes)
- 2021 : Cowboy Bebop : Julia

### Téléfilms
- 2013 : The Sixth Gun : Missy Hume